# Africa (chanson de Toto)
Pour les articles homonymes, voir Africa.
Singles de Toto
Make Believe
(1982) I Won't Hold You Back
(1982)
Africa est une chanson du groupe de rock américain Toto, le dixième et dernier titre de leur quatrième album studio Toto IV (1982). Elle est sortie en single en octobre 1982 aux États-Unis sous le label Columbia Records. Elle est écrite et composée par les membres du groupe David Paich et Jeff Porcaro, produite par le groupe et mixée par l'ingénieur du son Elliot Scheiner.
Les critiques ont salué sa composition et les prestations de Toto. La chanson a atteint la première place aux États-Unis — dans le Billboard Hot 100, la seule chanson numéro un du groupe dans ce classement — et au Canada. Elle s'est également classée dans le top 10 au Royaume-Uni, en Irlande, aux Pays-Bas, en Australie, en Nouvelle-Zélande et en Suisse.
La chanson est accompagnée d'un clip vidéo, dont la première a eu lieu en 1983, et qui a été réalisé par Steve Barron, qui avait déjà collaboré avec le groupe pour Rosanna. Le clip met en scène les membres de Toto dans une bibliothèque, alors qu'ils jouent et présentent divers aspects de la culture africaine. Bien que populaire dans les années 1980 et 1990, la chanson ayant été certifiée disque d'or par la RIAA en 1991, Africa a connu un regain de popularité à travers les médias sociaux entre le milieu et la fin des années 2010, inspirant de nombreux mèmes Internet ainsi qu'une reprise par le groupe de rock américain Weezer, qui a atteint la 51e place du Billboard Hot 100,,,,. La chanson a depuis lors été certifiée huit fois disque de platine.

## Historique et contexte
L'idée initiale et les paroles de la chanson viennent de David Paich. Paich s'amusait avec un nouveau clavier, le Yamaha CS-80, et a trouvé le son cuivré qui est devenu le riff d'ouverture. Il a terminé la mélodie et les paroles du refrain en une dizaine de minutes, à la grande surprise de Paich. « J'ai chanté le refrain tel que vous l'entendez. C'était comme si Dieu le canalisait. Je me suis dit que j'avais du talent, mais pas tant que ça. Il s'est passé quelque chose ! ». Paich estime qu'il a peaufiné les paroles pendant six mois avant de montrer la chanson au reste du groupe.
En 2015, Paich explique que la chanson parle de l'amour d'un homme pour un continent, l'Afrique, plutôt que d'une simple romance personnelle. Il a basé les paroles sur un documentaire diffusé tard dans la nuit et décrivant la détresse et la souffrance des Africains. Le visionnage de ce documentaire a eu un impact durable sur David Paich : « Ce documentaire m'a à la fois ému et consterné, et les images ne voulaient pas sortir de ma tête. J'ai essayé d'imaginer ce que je ressentirais si j'étais là et ce que je ferais ». Jeff Porcaro explique plus en détail : « Un garçon blanc essaie d'écrire une chanson sur l'Afrique, mais comme il n'y est jamais allé, il ne peut raconter que ce qu'il a vu à la télévision ou ce dont il se souvient dans le passé ».
Les autres paroles de la chanson évoquent une personne qui prend l'avion pour rencontrer un missionnaire solitaire, comme Paich le décrit en 2018. Enfant, David Paich a fréquenté une école catholique ; plusieurs de ses professeurs avaient fait du travail missionnaire en Afrique. Leur travail missionnaire est devenu la source d'inspiration de la réplique : « Je bénis la pluie en Afrique » (« I bless the rains down in Africa »). David Paich, qui à l'époque n'avait jamais mis les pieds en Afrique, s'est inspiré d'un article du National Geographic pour décrire les paysages de la chanson.
Lors d'une apparition sur la station de radio KROQ-FM, Steve Porcaro et Steve Lukather ont qualifié la chanson de « stupide » et d'« une expérience » et certaines des paroles de « loufoques » qui n'étaient que des espaces de rangement, en particulier la ligne sur la plaine du Serengeti. L'ingénieur du son Al Schmitt a déclaré que Africa était la deuxième chanson écrite pour Toto IV et qu'elle avait été longuement travaillée en studio. Finalement, le groupe s'est lassé de la chanson et a envisagé de la supprimer complètement de l'album. David Paich a envisagé de garder Africa pour un album solo, mais a décidé de ne pas le faire.

## Composition
Sur le plan musical, l'assemblage de la chanson a pris quelque temps. Steve Porcaro, l'un des claviéristes du groupe, présente le Yamaha CS-80 à David Paich, un synthétiseur analogique polyphonique, et lui demande d'écrire une chanson en pensant spécifiquement au clavier. David Paich s'oriente vers un son de flûte cuivrée, qu'il a trouvé être une alternative unique au piano. Steve Porcaro programme six pistes d'un piano numérique Yamaha GS 1 pour émuler le son d'un kalimba. Chaque piste comporte une phrase de gamelan de une à trois notes avec différents paramètres musicaux. Le frère de Steve Porcaro, Jeff, joue ses parties en direct, sans piste de clic.

« « Lorsque nous avons joué Africa, j'ai installé une grosse caisse, une caisse claire et un charleston, et Lenny Castro s'est installé juste en face de moi avec une conga. Nous nous sommes regardés et avons commencé à jouer le rythme de base. [...] Le contretemps est à 3, c'est donc une sensation de mi-temps, et il y a des doubles croches sur le charleston. [...] Nous avons joué pendant cinq minutes sur la bande, sans clic, sans rien. On a juste joué. Et je chantais la ligne de basse de Africa dans ma tête, donc nous avions un tempo relatif. Lenny et moi sommes allés dans la cabine et avons écouté les cinq minutes de ce même motif ennuyeux. Nous avons choisi les deux meilleures mesures qui nous convenaient le plus, et nous avons marqué ces deux mesures sur la bande. [...] Il aurait peut-être fallu deux minutes pour programmer cela dans la Linn, et il nous a fallu environ une demi-heure pour le faire. Mais une machine Linn n'a pas cette même sensation ! » »

Jeff Porcaro reconnait également qu'il a été influencé par les sons créés par ses collègues Milt Holland et Emil Richards, musiciens de studio à Los Angeles. Il décrit également l'importance des tambours du pavillon africain à la Foire internationale de New York 1964-1965, ainsi qu'une émission spéciale du National Geographic. Pour recréer ces sons, lui et son père Joe Porcaro fabriquent des boucles de percussion sur des capsules de bouteilles et des marimba respectivement,.

« « J'avais environ 11 ans lorsque la Foire internationale de New York a eu lieu, et je suis allé au pavillon africain avec ma famille. J'ai vu ce qui se passait vraiment [...]. C'était la première fois que je voyais quelqu'un jouer un rythme et ne pas s'en écarter, comme dans une expérience religieuse, où le son devient fort et où tout le monde entre en transe. » »

## Clip vidéo
Le clip vidéo utilise la version single et est réalisé par Steve Barron. Il met en scène Mike Porcaro à la basse, en remplacement de David Hungate, qui avait déjà quitté le groupe avant que le clip ne soit réalisé. Lenny Castro apparaît également aux percussions.
Dans le clip, un chercheur dans une bibliothèque (incarné par David Paich, membre du groupe) essaie de faire correspondre un morceau de la photo d'un bouclier au livre dont il a été extrait. Alors qu'il poursuit sa recherche, une bibliothécaire travaillant à un bureau voisin le remarque occasionnellement, tandis qu'un indigène portant un bouclier correspondant à l'image commence à se rapprocher de la bibliothèque depuis la jungle environnante. Lorsque le chercheur trouve un livre intitulé Africa, l'indigène lance une lance sur une étagère, renversant des piles de livres. Africa s'ouvre sur la page dont le morceau a été arraché, mais une lanterne tombe dessus et y met le feu, après quoi les lunettes du bibliothécaire tombent sur le sol. Les scènes sont entrecoupées de plans d'un globe terrestre en rotation et du groupe se produisant au sommet d'une pile de livres géants à couverture rigide, dont Africa est le plus haut.

## Réception
La chanson est populaire dès sa sortie, atteignant la première place du Billboard Hot 100 en février 1983, et elle reste un classique populaire du soft rock et ce jusqu'au 21e siècle. Cash Box la décrit comme une « boîte remplie d'images de pop exotique avec son synthé tropical et son marimba ». Billboard la qualifie de « chanson évocatrice » qui devrait ramener le groupe dans le top 10 du Billboard Hot 100 après le single moins performant Make Believe. Brian Kachejian, critique de Classic Rock History, la classe comme étant la cinquième plus grande chanson de Toto.

## Postérité
La chanson a été utilisée dans de nombreux mèmes Internet, est apparue dans des émissions de télévision telles que Stranger Things, Les Griffin, Chuck, The Cleveland Show, South Park, Scrubs et New Girl, et a été utilisée par la chaîne de télévision américaine CBS lors de la couverture en 2013 des funérailles de l'ancien président sud-africain Nelson Mandela, non sans controverse,. Elle a également été incluse dans le jeu vidéo Grand Theft Auto: Vice City en 2002, dans le cadre de la station de radio fictive Emotion 98.3.
En 2012, le magazine musical NME a classé la chanson Africa à la 32e place de sa liste des « 50 refrains les plus explosifs ». En janvier 2019, une installation sonore rattachée à un lecteur mp3 a été mise en place dans le désert namibien par l'artiste germano-namibien Max Siedentopf pour diffuser la chanson en boucle,. L'installation est alimentée par des panneaux solaires, ce qui permet à la chanson d'être jouée indéfiniment,. Deux ans plus tard, la chanson atteint 1 milliard d'écoutes sur le site de streaming Spotify. En 2021, elle figure à la 452e place du classement des « 500 meilleures chansons de tous les temps » établi par le Rolling Stone.
En 2022, la chanson a été révélée comme étant la troisième chanson la plus écoutée des années 1970, 1980 et 1990 au Royaume-Uni (derrière Wonderwall d'Oasis et Bohemian Rhapsody de Queen).

## Crédits

### Toto
Selon le livret inclus avec l'album :
- David Paich : chant, chœurs, piano, synthétiseur
- Bobby Kimball : chant, chœurs, percussions
- Steve Lukather : guitare électrique, chœurs
- Steve Porcaro : synthétiseur
- David Hungate : basse
- Jeff Porcaro : batterie, cloche à vache, gong, percussions additionnelles

### Musiciens invités
- Timothy B. Schmit - guitare acoustique 12 cordes, chœurs
- Lenny Castro - congas, shakers, percussions additionnelles
- Joe Porcaro - percussions, marimba
- Jim Horn - flûte à bec

## Classements et certifications
| Classement (1982–1983)                 | Meilleure position |
| -------------------------------------- | ------------------ |
| Afrique du Sud (Springbok Radio)       | 18                 |
| Allemagne de l'Ouest (Media Control)   | 14                 |
| Australie (Kent Music Report)          | 5                  |
| Autriche (Ö3 Austria Top 40)           | 7                  |
| Belgique (Flandre Ultratop 50 Singles) | 7                  |
| Belgique (Flandre BRT Top 30)          | 8                  |
| Canada (Top 50 Singles)                | 1                  |
| Canada (Adult Contemporary)            | 8                  |
| Canada (CHUM)                          | 1                  |
| Espagne (Top 40 Radio Chart)           | 18                 |
| États-Unis (Billboard Hot 100)         | 1                  |
| États-Unis (Adult Contemporary)        | 5                  |
| États-Unis (Cash Box Top 100)          | 3                  |
| Europe (Europarade)                    | 17                 |
| Finlande (Suomen virallinen lista)     | 18                 |
| France (SNEP)                          | 27                 |
| Irlande (IRMA)                         | 2                  |
| Italie (FIMI)                          | 22                 |
| Nouvelle-Zélande (RMNZ)                | 8                  |
| Pays-Bas (Nederlandse Top 40)          | 2                  |
| Pays-Bas (Nationale Hitparade)         | 4                  |
| Pologne (ZPAV)                         | 19                 |
| Royaume-Uni (UK Singles Chart)         | 3                  |
| Suisse (Schweizer Hitparade)           | 6                  |

| Classement (1990–1991)    | Meilleure position |
| ------------------------- | ------------------ |
| France (SNEP)             | 75                 |
| Pays-Bas (Single Top 100) | 32                 |

| Classement (2013)                         | Meilleure position |
| ----------------------------------------- | ------------------ |
| Belgique (Flandre Back Catalogue Singles) | 35                 |
| France (SNEP)                             | 185                |
| Nouvelle-Zélande (RMNZ)                   | 5                  |
| Royaume-Uni (UK Singles Chart)            | 67                 |
| Slovénie (SloTop50)                       | 16                 |

| Classement (2018) | Meilleure position |
| ----------------- | ------------------ |
| Pologne (ZPAV)    | 75                 |

| Classement (2022)      | Meilleure position |
| ---------------------- | ------------------ |
| Global 200 (Billboard) | 188                |

| Classement (1982)                    | Position |
| ------------------------------------ | -------- |
| Allemagne de l'Ouest (Media Control) | 88       |
| Belgique (Flandre Ultratop 50)       | 79       |
| Pays-Bas (Nederlandse Top 40)        | 18       |
| Pays-Bas (Single Top 100)            | 25       |

| Classement (1983)              | Position |
| ------------------------------ | -------- |
| Australie (Kent Music Report)  | 25       |
| Canada (Top Singles)           | 16       |
| États-Unis (Billboard Hot 100) | 24       |
| États-Unis (Cash Box Top 100)  | 29       |
| Italie (FIMI)                  | 75       |
| Royaume-Uni (UK Singles Chart) | 38       |

### Certifications
| Pays | Certification | Ventes     |
| --- | ------------- | ---------- |
| Allemagne (BM) | 3 × Or        | 750 000^   |
| Australie (ARIA) | 12 × Platine  | 70 000^    |
| Canada (CRIA) | Or            | 50 000^    |
| Danemark (IFPI) | 2 × Platine   | 180 000^   |
| États-Unis (RIAA) | 8 × Platine   | 8 000 000‡ |
| Italie (FIMI) | 2 × Platine   | 140 000*   |
| Nouvelle-Zélande (RMNZ) | Or            | 7 500*     |
| Royaume-Uni (BPI) (single physique) | Argent        | 200 000^   |
| Royaume-Uni (BPI) (single numérique) | 4 × Platine   | 2 400 000‡ |
| *Ventes selon la certification ^Mise en rayon selon la certification xNon précisé par la certification ‡ventes/streaming selon la certification |               |            |

## Autres versions et reprises
- Le titre a été repris en live dans l'album bootleg de Toto, Papa Was a Sexy Dancer (1992).
- En 2006, la chanteuse JoJo sample le titre dans sa chanson Anything figurant dans son album The High Road.
- Le groupe Yoso, formé de Bobby Kimball, Billy Sherwood et Tony Kaye, reprend la chanson en concert en 2009 et 2010[80].
- Le rappeur Pitbull reprend en partie Africa pour en faire le titre Ocean to Ocean sur la bande originale du film Aquaman (2018).
- Le groupe de rock américain Weezer reprend également le succès de Toto en 2018. Cette version est sortie en single et se classe dans plusieurs pays, atteignant notamment la 51e place du Billboard Hot 100 aux États-Unis[81].